# Giuseppe Brentano
Giuseppe Brentano (Milano, 14 aprile 1862 – Milano, 31 dicembre 1889) è stato un architetto italiano.

## Biografia

### Formazione
Brentano nacque a Milano il 14 aprile 1862 da Paolo Brentano, medico e trattatista pioniere italiano dell'omeopatia, nativo di Griante, sul Lago di Como, e da Amalia Ricordi, figlia di Tito Ricordi e sorella di Giulio Ricordi. Il padre morì trentaquattrenne il 30 giugno 1865, e lui crebbe con la madre e le sorelle Paolina, Margherita e Cristina, subendo però l'influsso dello zio ingegnere civile Luigi Brentano. Dopo gli studi superiori alle scuole tecniche, si iscrisse al Regio Istituto Tecnico Superiore (in seguito Politecnico di Milano), dove studiò Architettura sotto la guida di Camillo Boito e dell'assistente Luca Beltrami. Trasferitosi nel settembre del 1884 a Venezia, ove ebbe modo di lavorare assiduamente a confronto diretto con le opere del Lombardo e del Sansovino, l'anno successivo vinse «con un progetto di un palazzo d'esposizione in stile greco e una chiesa in stile medioevale» il concorso Gori-Ferroni, bandito dalla città di Siena e rivolto ai giovani studenti di architettura; proseguì gli studi fino al 1887, anno in cui riuscì a conseguire il diploma. In questo periodo il Brentano andò licenziando una cospicua mole di progetti, dei quali si segnalano quelli per una cappella cimiteriale, per un palazzo municipale in stile medievale e per un palazzo signorile; in queste opere, in particolare, l'architetto si mostrò assai sensibile all'influsso eclettista, che emergerà specialmente nei suoi tre progetti per la facciata del duomo di Milano.

### La Fabbrica del Duomo

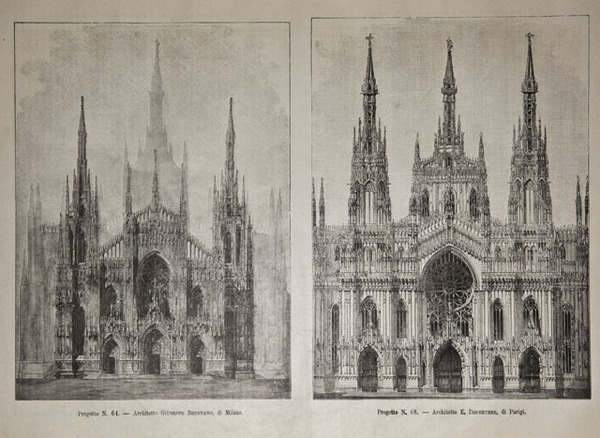
I due progetti preliminari per la facciata del Duomo

I primi due progetti per il Duomo vennero realizzati nel 1886 per il concorso di primo grado: erano ambedue «di stile gotico, [...] l'uno nettamente nordico e dotato di due torri campanarie, l'altro privo di torri e più aderente alle reali condizioni dell'edificio». La commissione giudicatrice decretò tra i vincitori del concorso (verbale del 4 giugno 1887) lo stesso Brentano, che poté quindi fare lunghi viaggi per trovare nuovi spunti dalle maggiori officine gotiche europee. Si recò dapprima a Vienna, dove entrò a far parte della fabbrica della cattedrale di Santo Stefano e dove studiò con particolare interesse le opere di Heinrich von Ferstel, Carl von Hasenauer, Theophil Hansen e Friedrich von Schmidt; fu quest'ultimo in particolare a indurlo a visitare la Francia e la Germania, ritenendo il duomo milanese un «misto di stile italiano, francese e tedesco». Successivamente fu in diverse città della Germania e del Belgio, per poi giungere a Parigi, dove entrò dapprima alla École nationale supérieure des beaux-arts e poi al Trocadéro; per intercessione di Viollet-le-Duc figlio, qui l'artista ottenne pure il permesso di analizzare i preziosi disegni di Viollet-le-Duc padre.
I frutti architettonici di tanto arricchimento non poterono tardare: tornato in Italia, il Brentano redasse finalmente il progetto definitivo per la facciata del duomo di Milano, accompagnato da una relazione acuta e documentata edita nel 1888. È in questo scritto che l'artista, attenendosi agli Annali della Fabbrica del Duomo, imposta il suo progetto, fondato su una sapiente fusione delle caratteristiche lombarde e oltremontane che già caratterizzavano gran parte della struttura. Il progetto, «lineare e rispettoso dell'edificio»,  era tale da «non nascondere il grande tiburio, non prevedeva alcuna torre ed era dotato di tre porte cuspidate, la maggiore delle quali, quella centrale, era a due luci». La giuria gradì molto la proposta di Brentano e fu generosa di plausi, tanto che affermò che questo progetto «non solo [era] il migliore di tutti gli altri, ma degno di venire eseguito» (verbale del 27 ottobre 1888). Brentano iniziò a lavorare per il perfezionamento del progetto già da subito; tuttavia, morì a Milano il 31 dicembre 1889, facendo sì che la sua opera - nonostante le impalcature fossero già state collocate, e i marmi ordinati - non venisse mai realizzata. Riposa nell'edicola di famiglia al cimitero di Griante.
Il ricordo dell'architetto è cristallizzato, oltre che in una sala del Grande Museo del Duomo di Milano a lui dedicata, anche in una lapide commemorativa collocata all'interno della chiesa, al lato destro, che recita:
| «A Giuseppe Brentano, vincitore del concorso mondiale per la nuova fronte di questo tempio. 1862-1889» |